# Condado del Puerto
El condado del Puerto es un título nobiliario español otorgado mediante Real decreto el 2 de abril de 1632, con la denominación de "Condado del Puerto de Santa Cruz de la Sierra", por el rey Felipe IV a favor de Juan de Carvajal y Vargas, Señor del Puerto, Comendador de Guadalupe en la Orden de Calatrava, aunque el Real Despacho se emitió el 12 de noviembre de 1665 por su viuda, la reina regente Mariana de Austria a su hijo Diego de Carvajal Vargas y Pacheco, a quién se le considera históricamente como "II conde".
Este título fue rehabilitado por el rey Alfonso XIII en 1898, a favor de María de la Encarnación de Silva y Carvajal.

## Nota
La primitiva denominación de "condes del Puerto de Santa Cruz de la Sierra" es la que se usó desde el principio por los siete primeros portadores y se usó el de "conde del Puerto" a partir del octavo conde Mariano Joaquín de Carvajal Vargas y Brun.

## Condes del Puerto
|                                 | Titular                                            | Periodo                |
| Creación por Felipe IV          | Creación por Felipe IV                             | Creación por Felipe IV |
| ------------------------------- | -------------------------------------------------- | ---------------------- |
| I                               | Juan de Carvajal y Vargas                          | 1632- ?                |
| II                              | Diego de Carvajal Vargas y Pacheco                 | 1665-1682              |
| III                             | María Josefa de Eraso Vargas y Carvajal            | 1682-1693              |
| IV                              | Teresa Sarmiento de Eraso Vargas y Carvajal        | 1693-1700              |
| V                               | Mariana de la Encarnación Sarmiento Eraso          | 1700-1748              |
| VI                              | Josefa Joaquina Álvarez de Toledo Sarmiento        | 1748- ?                |
| VII                             | Joaquina Ana de Brun y Carvajal                    | ? -1774                |
| VIII                            | Mariano Joaquín de Carvajal Vargas y Brun          | 1774-1796              |
| IX                              | José Miguel de Carvajal y Manrique de Lara Polanco | 1796-1828              |
| Rehabilitación por Alfonso XIII |                                                    |                        |
| X                               | María Luisa de Carvajal y Dávalos                  | 1897-1898              |
| XI                              | María de la Encarnación de Silva y Carvajal        | 1898-1962              |
| XII                             | Mariano de Urzáiz y de Silva Salazar y Carvajal    | 1963-1980              |
| XIII                            | Álvaro de Urzáiz y Azlor de Aragón                 | 1983-actual titular    |

## Historia de los Condes del Puerto
- Juan Marcelino de Carvajal y Vargas (n. en 1632), I conde del Puerto.

1. Casó con María de Eraso y Pacheco, hermana de Francisco de Eraso y Pacheco, I conde de Humanes.

Le sucedió su hijo:
- Diego de Carvajal Vargas y Pacheco (1665-1682), II conde del Puerto.

Le sucedió la hija de Carlos Vargas Eraso, hermano del II conde y de su esposa María de Córdoba, por tanto su sobrina:
- María Josefa de Eraso Vargas y Carvajal (f. en 1693), III condesa del Puerto, III condesa de Humanes.

1. Casó con Pedro Álvarez de Toledo Sarmiento y Acuña, III marqués de Mancera, III conde de Gondomar, III marqués de Belvís.

Le sucedió su hija:
- Teresa Sarmiento de Eraso Vargas y Carvajal, IV condesa del Puerto, IV condesa de Humanes.

Le sucedió su hermana:
- Mariana de la Encarnación Sarmiento Eraso, V condesa del Puerto, V condesa de Humanes, IV marquesa de Mancera.

1. Casó con Juan de Dios Pacheco y Téllez-Girón, segundo hijo de Juan Francisco Pacheco Téllez-Girón y Fernández de Velasco, III conde de la Puebla de Montalbán, I marqués de Menas Albas, y de Isabel María de Sandoval y Girón, IV duquesa de Uceda, IV marquesa de Belmonte. Sin descendientes.
2. Casó con Domingo Portocarrero. Sin descendientes.

Le sucedió, del segundo matrimonio de su padre, su hermanastra:
- Josefa Joaquina Álvarez de Toledo Sarmiento, VI condesa del Puerto, VI condesa de Humanes, V marquesa de Mancera, V marquesa de Belvís.

1. Casó con José (antes, Juan Francisco) Alonso Pimentel y Zualart, VI marqués de Malpica.

Le sucedió una sobrina del primer conde del Puerto:
- Joaquina Ana de Braun y Carvajal (1627-1774), VII condesa del Puerto, V condesa de Castillejo, hija de Tomás Brun y Normante y de Catalina Isidora de Carvajal y Hurtado de Quesada, IV condesa de Castillejo.

1. Casó con Fermín Francisco de Carvajal Vargas y Alarcón (1722-1797), I duque de San Carlos, (nieto del primer conde del Puerto).

Le sucedió su hijo:
- Mariano Joaquín de Carvajal Vargas y Braun (1742-1796), VIII conde del Puerto, VI conde de Castillejo.

1. Casó con Mariana Manrique de Lara y Carrillo de Arbornoz, hija del II Marqués de Lara.

Le sucedió su hijo:
- José Miguel de Carvajal Vargas y Manrique de Lara, (Lima 1771-París  1828), IX conde del Puerto, II duque de San Carlos, VII conde de Castillejo, II conde de la Unión.

1. Casó con María del Rosario de Silva Cebrián y Fernández Miranda. Sin descendientes.
2. Casó en segundas nupcias con María Eulalia de Queralt y de Silva, hija del conde de Santa Coloma y la condesa de Cifuentes.

Fue su hijo:
-Luis Joaquín de Carvajal y de Queralt, III conde de la Unión (f. en 1868), que casó con la  condesa viuda de Villagonzalo, María Andrea Dávalos y Portillo, cuya hija María Luisa rehabilitó el título de Conde del Puerto, en 1897. 

Rehabilitado en 1897 por:
- María Luisa de Carvajal y Dávalos (Madrid, 1853-1947),  X condesa del Puerto, IV duquesa de San Carlos, VIII condesa de Castillejo, IV condesa de la Unión.

1. Casó con Álvaro de Silva y Fernández de Córdoba, XII marqués de Santa Cruz, XIII marqués del Viso.

Le sucedió por cesión en 1898, su hija:
- María de la Encarnación de Silva y Carvajal (1874-1962), XI condesa del Puerto.

1. Casó, en 1898, con Andrés de Urzáiz y Salazar.

Le sucedió su hijo:
- Mariano de Urzáiz y de Silva Salazar y Carvajal (1904-1980), XII conde del Puerto, desde 1963 y director general del Turismo de España.

1. Casó con María del Pilar Azlor de Aragón y Guillamas (1908-1996), XVIII duquesa de Villahermosa, III duquesa de Luna, IX duquesa de la Palata (por rehabilitación en 1986), XIV marquesa de Cortes, XI marquesa de Cábrega, XII marquesa de Valdetorres, XV condesa de Luna, XI condesa de Javier, XI condesa de Guara, XV condesa del Real, XIX vizcondesa de Muruzábal, XXI vizcondesa de Zolina.

Le sucedió su hijo:
- Álvaro de Urdáiz y Azlor de Aragón (n. en 1937),  XIII conde del Puerto (desde 1983), XIX duque de Villahermosa, XII marqués de Cábrega y XV marqués Cortes, XVI conde de Luna, XII conde de Guara y XII conde de Javier, XX vizconde de Muruzábal y XXI vizconde de Zolina. Desde junio de 2006 es también el X marqués de Narros, con Grandeza de España, tras la muerte en el 2005 de su tía Isabel Azlor de Aragón Guillamas, IX marquesa de Narros.[1]